# Querees (historiador)
Querees (en llatí Chaereas, en grec Χαιρέας) va ser un historiador romà. No se sap en quins anys va viure, però probablement a l'època de la Segona Guerra Púnica.
Polibi el tenia molt malt considerat i deia que quan va arribar a Roma la notícia de la conquesta de Sagunt l'any 219 aC, la història que en va escriure estava plena de xafarderies, pròpies d'una conversa a la barberia (κουρεακῆς καὶ πανδήμου λαλιᾶς). Ateneu menciona un escriptor del mateix nom, probablement la mateixa persona.